# Brenna (Polen)
Brenna is een dorp in de Poolse woiwodschap Silezië. De plaats maakt deel uit van de gemeente Brenna en telt 5200 inwoners.

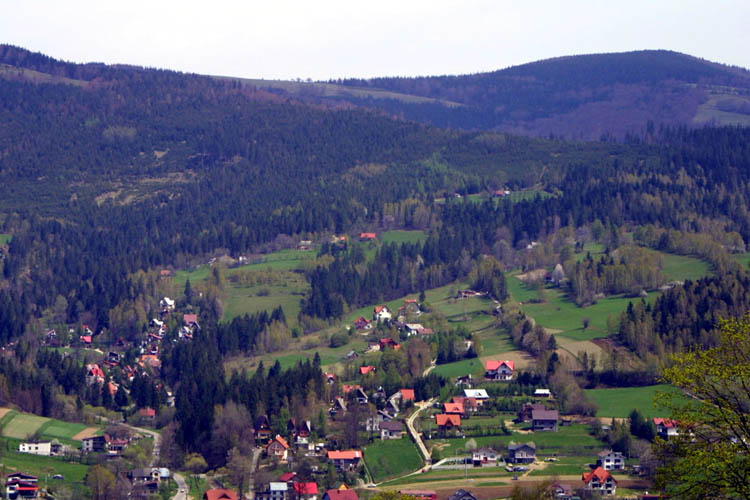
Brenna